# Église Saint-Julien de Tournon-sur-Rhône
Pour les articles homonymes, voir Église Saint-Julien.
 (novembre 2018).
L'église Saint-Julien de Tournon-sur-Rhône est une ancienne collégiale située en France sur la commune de Tournon-sur-Rhône, dans le département de l'Ardèche en région Auvergne-Rhône-Alpes.
Elle fait l'objet d'un classement au titre des monuments historiques depuis 1922 et 1965, et d'une inscription depuis 1965, remplacée par une inscription plus globale en 2016.

## Historique
Les chrétiens de Tournon se réunissaient au XIe siècle au même emplacement, dans une petite église d’architecture romane.

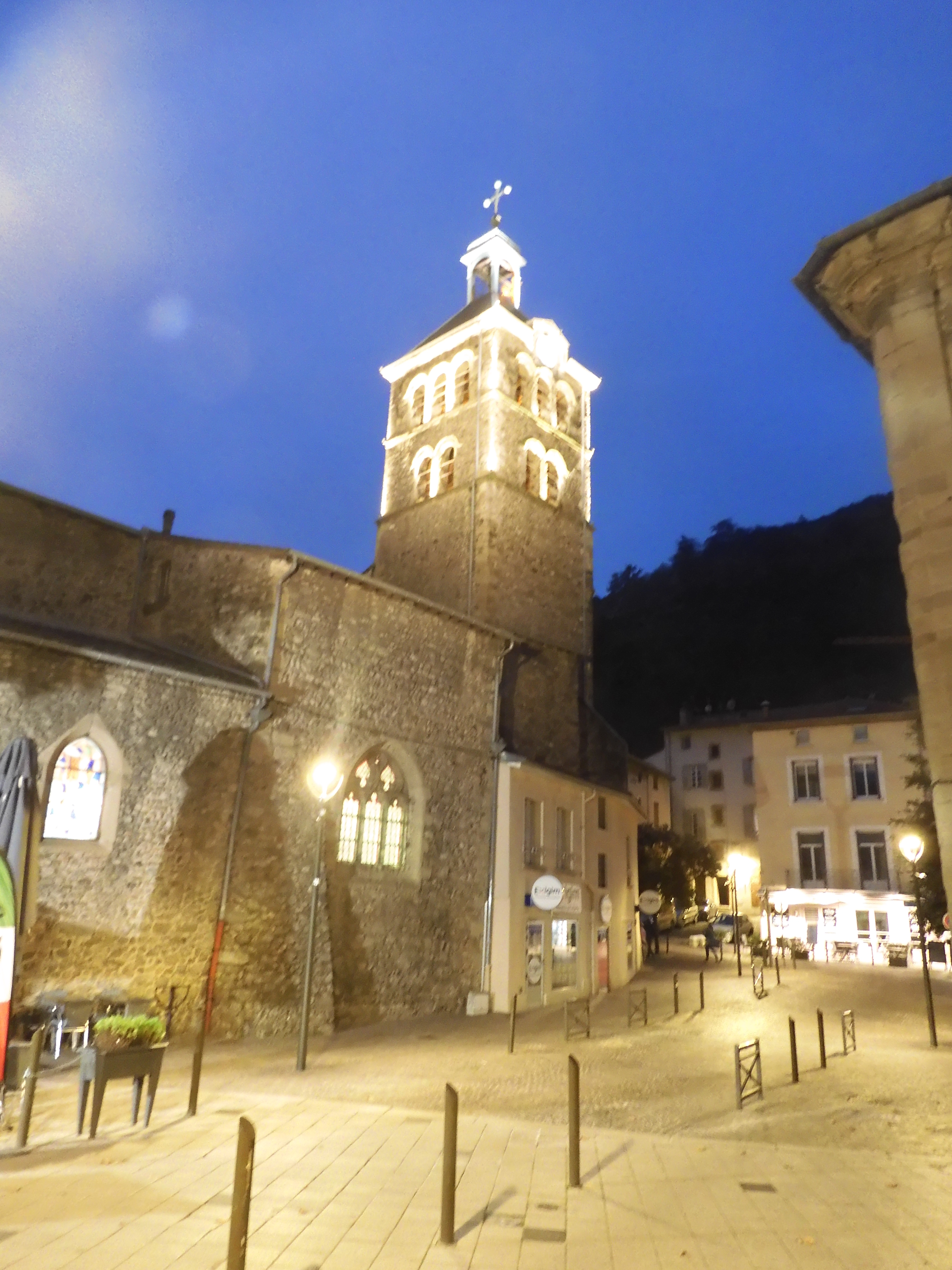
Clocher de l'église Saint-Julien de Tournon-sur-Rhône, la nuit

L'actuelle église Saint-Julien est construite à partir de 1300 et érigée en collégiale le 16 juin 1316 par Guillaume, évêque de Valence et de Die. Elle fut pourvue de sept chanoines en mémoire des sept dons du Saint-Esprit.
- 1486 : Bénédiction d'une cloche.

Entre 1563 et 1579, durant les guerres de Religion, la collégiale sert de temple protestant.
- 1622 - 1628 : Présence du futur saint Jean-François Régis, dans la ville comme étudiant au " Collège de Tournon " (actuel lycée Gabriel-Faure). Vient-il prier à Saint-Julien ?
- 1637 : Bénédiction d'une cloche.
- 1658 : Début d'une dévotion particulière envers la Vierge Marie sous le vocable de "Notre-Dame de Montaigu", nom d'une statuette taillée dans le chêne portant une statue de la Vierge à Montaigu en Belgique. En remerciement d'une protection contre la peste, les consuls de la ville font le vœu d'une procession annuelle.
- 1710 : Renouvellement du vœu des consuls.
- 1789 : Révolution…
- 1790 : Disparition du collège de chanoines.
- 1791 : Remplacement arbitraire de cinq chapelles latérales par des commerces sur le côté nord.
- 1794 : Fermeture de l’église au culte catholique : Saint-Julien devient  "temple de l'Être-suprême".
- 1795 : Réouverture au culte catholique.
- 1802 : Réouverture officielle au culte : l’église demeure paroissiale dans le cadre de la mise en place de l’organisation temporelle concordataire. Le terme  "collégiale"  bien qu'impropre est conservé en souvenir de la présence des chanoines.

La collégiale Saint-Julien, est proposée au classement monument historique dès 1840.
- Troisième tiers du XIXe siècle : projet de reconstruction avorté.

La chapelle des Pénitents et la sacristie de l'église sont classées le 17 juin 1922.
- 1934 : Bénédiction d'une cloche remplaçant celle de 1486.

En souvenir de leur espoir et de leur remerciement à l’issue des combats de 1940 qui se sont terminés aux portes de la ville, les catholiques de Tournon font graver un "ex-voto"  sur l'autel de "Notre-Dame de Montaigu".
- 1963 - 1964 : L'église est profondément restaurée.

Le chœur orné de peintures est classé et la nef est inscrite le 14 septembre 1965.
Plus récemment : 
- 1994 : La paroisse de Tournon-sur-Rhône, les autres paroisses catholiques du canton de Tournon-sur-Rhône sauf celles de Boucieu-le-Roi et de Plats forment l’ "Ensemble Inter Paroissial de Tournon".
- 1998 : Premier "Festival de Musique et Saison musicale Vochora"[6].
- 2003 : Création de la paroisse « Saint-Luc des Coteaux et de Tournon », par fusion des paroisses catholiques du canton de Tournon-sur-Rhône sauf celles de Boucieu-le-Roi et de Plats (1er janvier)[7].
- 2016 : 
  - Festivités des 700 ans de la collégiale[8],[9] (9 avril au 19 juin).
  - Inscription des parties non classées parmi les monuments historiques, et abrogation de l'inscription de 1964.

## Description générale
Composée d’un clocher placé sur la façade principale à gauche du portail d’entrée, l’église est à trois nefs plafonnées ("plafond à caissons"). Le plan adopté est dit "basilical", orienté. L'édifice comporte plusieurs chapelles annexes dont la chapelle dite  "des Pénitents". Sa longue nef principale de quatre travées communique par de grandes arcades avec d'étroits bas-côtés. Sa surface cadastrale est de 1322 m². De ce fait la collégiale Saint-Julien est l'une des plus grandes églises catholiques de l'Ardèche du nord avec l'église Notre-Dame d'Annonay et la basilique de Lalouvesc.

## Vocable
Saint Julien de Brioude, patron de la collégiale était un soldat romain, né à Vienne (Isère) et martyrisé à Brioude dans la Haute-Loire au IIIe siècle.

## Visite de l'édifice

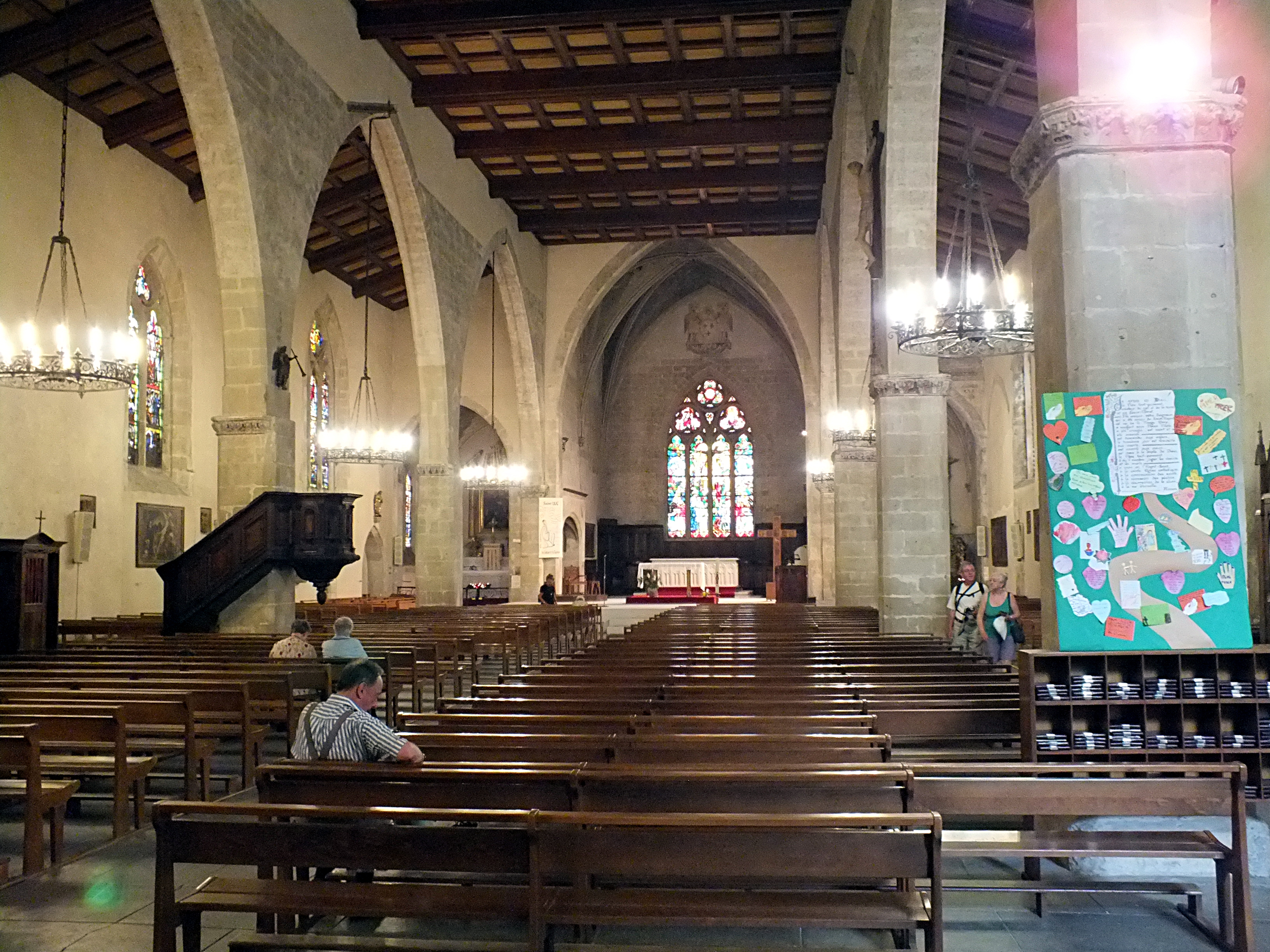
Intérieur collégiale Saint-Julien de Tournon-sur-Rhone.

### Le sanctuaire
Plusieurs éléments aux fonctions liturgiques précises : 
- le siège de présidence,
- la Croix,
- l’ambon,
- l’autel,

sont "mobiles" afin de faciliter l'utilisation culturelle de l'église, notamment dans le cadre de la programmation annuelle "Vochora".
La Croix est l'œuvre du père Gabriel Longueville (1931 - 1976). Qui était-il ? Prêtre originaire de la paroisse Saint-Luc des Coteaux et de Tournon et plus exactement du village d'Etables, il avait choisi de partir au Mexique puis en Argentine au titre de "fidei donum" (don de la foi). Curé de Chamical, il sera assassiné dans le cadre de son ministère avec son vicaire durant la dictature du général Jorge Rafael Videla. Dans ses moments de loisirs, il sculptait sur bois.
Le tabernacle se situe dans la chapelle du Saint-Sacrement, située à gauche du chœur.

### Mobilier

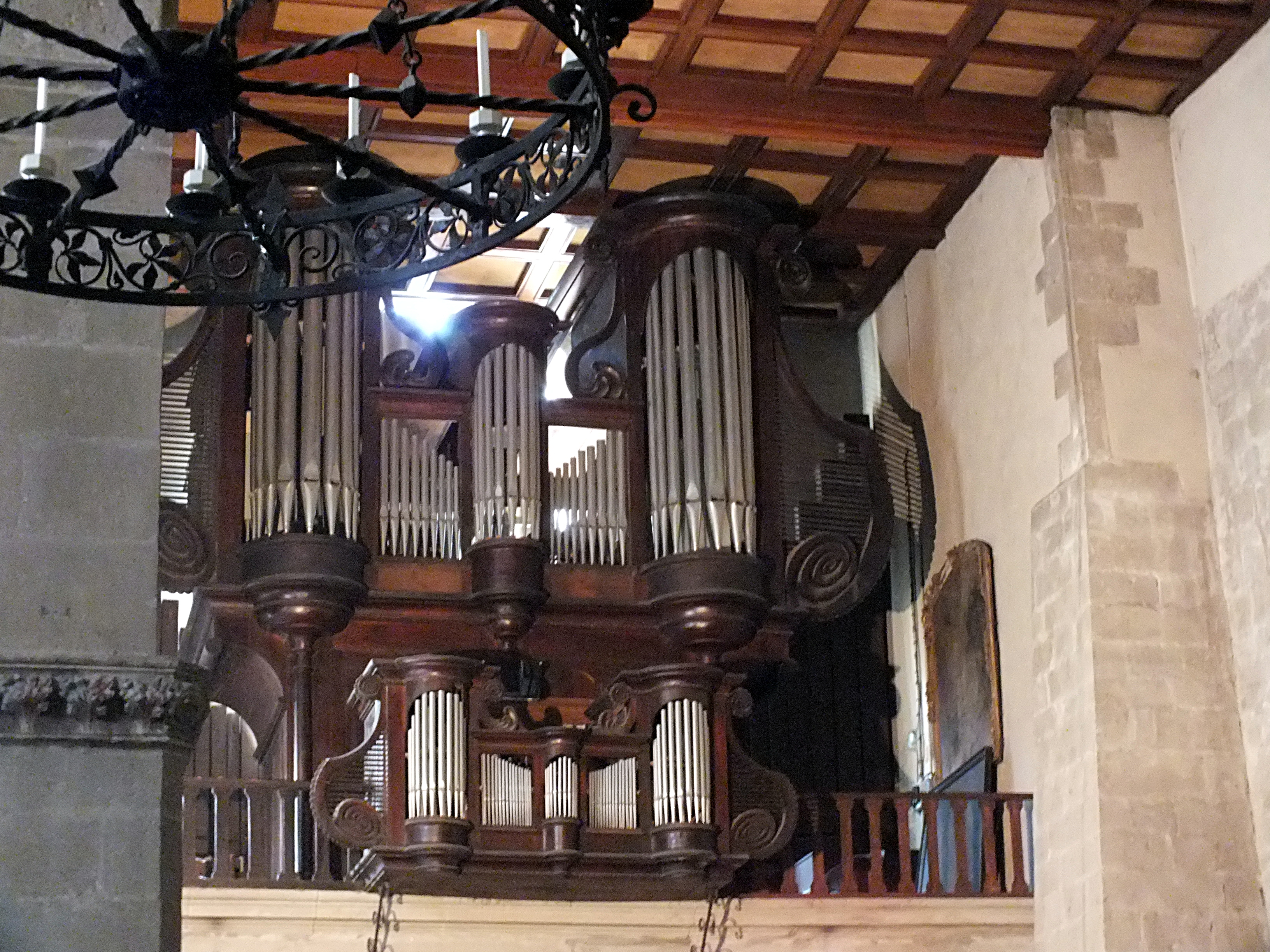
Orgues de Saint-Julien de Tournon-sur-Rhône.

Une partie du mobilier de l’église est recensé sur la base Palissy. Quelques pièces parmi les plus importantes :

#### Orgues
La collégiale abrite un orgue de tribune signé Dominique Baron, facteur d’orgues de Metz. Il date de 1685. Propriété de la commune, sa console comporte trois claviers manuels (grand orgue, 12 jeux ; positif, 8 jeux ; récit expressif, 10 jeux) et un pédalier (10 jeux). La partie instrumentale de cet instrument a été classée monuments historiques au titre d'objet le 18 décembre 1973 ,.

#### Statues
- Saint Albert ou Saint Jean de la Croix, XVIIe siècle, provenant de l'ancienne église des Carmes, classée monument historique au titre d'objet le 14 avril 1942[14].
- Saint Ange  ou saint Pierre d'Alcantara, bois, XVIIe siècle,  provenant de l'ancienne église des Carmes, classée monument historique au titre d'objet le 14 avril 1942[15].
- Saint Jean-François Régis, fin XVIIIe siècle.
- Saint Louis de Gonzague, XIXe siècle.
- Saint Julien de Brioude, terre cuite, XIXe siècle.
- Anges adorateurs, statuettes classées monuments historiques au titre d'objet le 23 février 1971[16].
- Vierge à l'Enfant tenant un globe, classée monument historique au titre d'objet le 16 janvier 1974[17].
- Ange à la trompette surmontant la chaire, statuette classée monument historique au titre d'objet le 16 janvier 1974[18].

#### Chemin de croix
Le chemin de croix (milieu XXe siècle), série de quatorze bas-reliefs en terre cuite de Claude Gruer, rappelle différents épisodes du premier vendredi saint : la Passion du Christ.

#### Tableaux
- Résurrection, huile sur toile de Jean Capassin, 1576, classée monument historique au titre d'objet le 25 mars 1920[19].
- Le Sauveur ou Le Christ portant le globe terrestre, huile sur toile de Paul Sevin, 1645, classée monument historique au titre d'objet le 25 mars 1920[20].
- Présentation de Jésus au temple, de Guy François, 1645, classée monument historique au titre d'objet le 25 mars 1920[21].
- Érection de la Croix, huile sur toile de Robecque, vers 1700, classée monument historique au titre d'objet le 25 mars 1920[22].
- Notre-Dame de Bon Rencontre, huile sur toile, XVIIIe siècle.
- Notre-Dame du Rosaire, Paul Sevin, XVIIe siècle.
- Jésus au milieu des docteurs, huile sur toile de Robecque, vers 1700, classée monument historique au titre d'objet le 11 juillet 1978[23].
- Pietà, copie d’un tableau de Carrache, XVIIe siècle.
- Triptyque de l’école florentine : Annonciation, Visitation, Nativité, XVe siècle, classé monument historique au titre d'objet le 25 mars 1920[24].
- Nativité, huile sur toile de Robecque, vers 1700, classée monument historique au titre d'objet le 11 juillet 1978[23].
- Annonciation, huile sur toile de Mosnier, 1609, classée monument historique au titre d'objet le 12 août 1965[25].
- Le vœu de Louis XIII ou La Vierge glorieuse vénérée par saint Louis, saint Henry, saint Just et saint François, huile sur toile d’H Leblanc, 1627, classée monument historique au titre d'objet le 25 mars 1920[26].
- Saint Sébastien, huile sur toile de Robecque ?, vers 1700, classée monument historique au titre d'objet le 25 juillet 1986[27].
- Saint Eutrope, XVIIe siècle, huile sur toile classée monument historique au titre d'objet le 25 juillet 1986[28].
- L'Adoration des bergers, XVIIe siècle, huile sur toile, classée monument historique au titre d'objet le 30 octobre 1995[29].

#### Icône
- Saint Luc évangéliste, XXIe siècle, tempera sur panneau, Vérane Renaud.

#### Peintures murales
- La crucifixion, XVIe siècle, classée monument historique au titre d'objet le 25 mars 1920[30].
- Un prophète XVIe siècle, classée monument historique au titre d'objet le 17 juin 1922[31].
- Peinture huile sur enduit de la voûte du chœur portant l'inscription : O CRUX AVP SPES UNICA, œuvre de Paul Sevin, classée monument historique au titre d'objet le 14 septembre 1965[32].

### Vitraux
- Jésus dans l'atelier de saint Joseph, XIXe siècle, Atelier Pagnon-Deschelettes de Lyon,
- Vierge du Rosaire, XIXe siècle, Atelier Pagnon-Deschelettes de Lyon,
- Le ciel et la terre chantent la gloire de Dieu, XXe siècle,
- Vie de sainte Jeanne d'Arc, XXe siècle,
- Grande verrière du chœur : 
  - La Trinité,
  - Les sacrements illuminés par la croix du Christ : baptême, confirmation, eucharistie, mariage, pénitence, extrême-onction, ordination, XXe siècle, Georges Thomas, Atelier Thomas de Valence,

### Cloches
- Marie Sauveterre, d'un diamètre de 130 cm, datant de 1637, est classée au titre d'objet le 25 mars 1920[33].
- Félicie, baptisée le 10 novembre 1895 en l'honneur de Marie-Antoinette-Félicie de Rivoire de la Tourette.
- Jeanne Antoinette Marie ou Joanne Anton a été bénite par Mgr Pierre-Marie Durieux le 6 mai 1934. Son parrain fut Antoine Bozzini et sa marraine Jeanne de Montgolfier. Elle remplace la cloche Tierce mise en place en 1486, classée au titre d'objet le 25 mars 1920[34] et qui demeure exposée à l'entrée de l'église.

## Chronologie des curés

### ? – 1994
Un curé et des vicaires ont la charge de la paroisse dont le territoire correspond approximativement à celui de la commune.

### 1994 – 2003
Une équipe presbytérale dont les membres sont « curés in solidum » (responsables solidairement) a la charge de l’ensemble des paroisses catholiques du canton de Tournon-sur-Rhône sauf celles de Boucieu-le-Roi et de Plats, prises en charge par d'autres équipes presbytérales  (ensemble inter-paroissial de Tournon).

### Depuis 2003
Avec la création de la paroisse « Saint-Luc des Coteaux et de Tournon », dont le territoire comprend le canton de Tournon-sur-Rhône à l’exception de Boucieu-le-Roi et de Plats, une équipe d’animation pastorale (E.A.P.) composée de laïcs en mission et de prêtres nommés « curés in solidum » à la charge de la paroisse nouvelle.